# Natação nos Jogos Pan-Americanos de 1991
A natação nos Jogos Pan-Americanos de 1991 foi realizada nos dias 12 de agosto a 18 de agosto. Foram disputadas 32 provas, 16 masculinas e 16 femininas. As provas ocorreram em Havana, Cuba.

## Medalhistas
Masculino
| Evento                        | Ouro                                                                          | Ouro     | Prata                                                                        | Prata    | Bronze                                                                       | Bronze   |
| ----------------------------- | ----------------------------------------------------------------------------- | -------- | ---------------------------------------------------------------------------- | -------- | ---------------------------------------------------------------------------- | -------- |
| 50 metros livre detalhes      | Todd Pace USA Estados Unidos                                                  | 22.60    | Adam Schmitt USA Estados Unidos                                              | 22.61    | Gustavo Borges BRA Brasil                                                    | 22.82    |
| 100 metros livre detalhes     | Gustavo Borges BRA Brasil                                                     | 49.48    | Joel Thomas USA Estados Unidos                                               | 50.55    | Rodrigo González MEX México                                                  | 51.25    |
| 200 metros livre detalhes     | Eric Diehl USA Estados Unidos                                                 | 1:49.67  | Gustavo Borges BRA Brasil                                                    | 1:49.74  | René Sáez CUB Cuba                                                           | 1:52.14  |
| 400 metros livre detalhes     | Sean Killion USA Estados Unidos                                               | 3:50.38  | Jorge Herrera PUR Porto Rico                                                 | 3:54.91  | Eric Diehl USA Estados Unidos                                                | 3:58.06  |
| 1500 metros livre detalhes    | Alex Kostich USA Estados Unidos                                               | 15:21.36 | Jorge Herrera PUR Porto Rico                                                 | 15:33.61 | Pedro Carrío CUB Cuba                                                        | 15:39.73 |
| 100 metros costas detalhes    | Andrew Gill USA Estados Unidos                                                | 55.79    | Rodolfo Falcón CUB Cuba                                                      | 56.12    | Robert Brewer USA Estados Unidos                                             | 56.39    |
| 200 metros costas detalhes    | Rogério Romero BRA Brasil                                                     | 2:01.07  | Daniel Veatch USA Estados Unidos                                             | 2:01.14  | Manuel Guzmán PUR Porto Rico                                                 | 2:01.68  |
| 100 metros peito detalhes     | Hans Dersch USA Estados Unidos                                                | 1:02.57  | Todd Torres PUR Porto Rico                                                   | 1:02.83  | Jeff Commings USA Estados Unidos                                             | 1:03.02  |
| 200 metros peito detalhes     | Mario González CUB Cuba                                                       | 2:15.50  | Nelson Diebel USA Estados Unidos                                             | 2:16.08  | Tyler Mayfield USA Estados Unidos                                            | 2:17.49  |
| 100 metros borboleta detalhes | Anthony Nesty SUR Suriname                                                    | 53.45    | Mike Merrell USA Estados Unidos                                              | 54.60    | Eduardo Piccinini BRA Brasil                                                 | 55.00    |
| 200 metros borboleta detalhes | Mark Dean USA Estados Unidos                                                  | 2:00.11  | Anthony Nesty SUR Suriname                                                   | 2:01.76  | Bart Pippenger USA Estados Unidos                                            | 2:02.00  |
| 200 metros medley detalhes    | Ron Karnaugh USA Estados Unidos                                               | 2:00.92  | Manuel Guzmán PUR Porto Rico                                                 | 2:03.99  | Ray Looze USA Estados Unidos                                                 | 2:04.29  |
| 400 metros medley detalhes    | Alex Kostich USA Estados Unidos                                               | 4:23.96  | Jody Braden USA Estados Unidos                                               | 4:26.25  | Jasen Pratt CAN Canadá                                                       | 4:26.31  |
| 4x100 metros detalhes         | Teófilo Ferreira Emmanuel Nascimento Júlio Rebollal Gustavo Borges BRA Brasil | 3:23.28  | - CAN Canadá                                                                 | 3:25.39  | David Monasterio Jorge Herrera Manuel Guzmán Ricardo Busquets PUR Porto Rico | 3:27.17  |
| 4x200 metros detalhes         | John Keppeler Jim Wells Clay Tippins Eric Diehl USA Estados Unidos            | 7:23.39  | Teófilo Ferreira Emmanuel Nascimento Cassiano Leal Gustavo Borges BRA Brasil | 7:28.83  | David Monasterio Jorge Herrera Manuel Guzmán Ricardo Busquets PUR Porto Rico | 7:29.96  |
| 4x100 metros medley detalhes  | Andrew Gill Hans Dersch Mike Merrell Joel Thomas USA Estados Unidos           | 3:42.84  | David Monasterio Jorge Herrera Todd Torres Ricardo Busquets PUR Porto Rico   | 3:45.78  | Rodolfo Falcón Mario González José Ulises Hernández René Sáez CUB Cuba       | 3:45.96  |

Feminino
| Evento                        | Ouro                                                                           | Ouro    | Prata                                                               | Prata   | Bronze                                                                            | Bronze  |
| ----------------------------- | ------------------------------------------------------------------------------ | ------- | ------------------------------------------------------------------- | ------- | --------------------------------------------------------------------------------- | ------- |
| 50 metros livre detalhes      | Kristin Topham CAN Canadá                                                      | 26.01   | Heather Hageman USA Estados Unidos                                  | 26.26   | Allison Bock USA Estados Unidos                                                   | 26.45   |
| 100 metros livre detalhes     | Ashley Tappin USA Estados Unidos                                               | 56.51   | Megan Oesting USA Estados Unidos                                    | 57.14   | Kristin Topham CAN Canadá                                                         | 57.63   |
| 200 metros livre detalhes     | Lisa Jacob USA Estados Unidos                                                  | 2:02.06 | Barbara Metz USA Estados Unidos                                     | 2:02.92 | Kim Paton CAN Canadá                                                              | 2:04.73 |
| 400 metros livre detalhes     | Jane Skillman USA Estados Unidos                                               | 4:13.69 | Barbara Metz USA Estados Unidos                                     | 4:16.90 | Tara-Lynn Seymour CAN Canadá                                                      | 4:22.15 |
| 800 metros livre detalhes     | Jane Skillman USA Estados Unidos                                               | 8:43.26 | Lisa Jacob USA Estados Unidos                                       | 8:51.36 | Tara-Lynn Seymour CAN Canadá                                                      | 8:52.33 |
| 100 metros costas detalhes    | Sylvia Poll CRC Costa Rica                                                     | 1:03.15 | Nikki Dryden CAN Canadá                                             | 1:03.64 | Jodi Wilson USA Estados Unidos                                                    | 1:03.78 |
| 200 metros costas detalhes    | Diana Trimble USA Estados Unidos                                               | 2:15.80 | Nikki Dryden CAN Canadá                                             | 2:16.13 | Joanne Malar CAN Canadá                                                           | 2:16.36 |
| 100 metros peito detalhes     | Dorsey Tierney USA Estados Unidos                                              | 1:10.30 | Lydia Morrow USA Estados Unidos                                     | 1:11.00 | Lisa Flood CAN Canadá                                                             | 1:11.75 |
| 200 metros peito detalhes     | Dorsey Tierney USA Estados Unidos                                              | 2:28.69 | Chantal Dubois CAN Canadá                                           | 2:33.62 | Lisa Flood CAN Canadá                                                             | 2:34.08 |
| 100 metros borboleta detalhes | Kristin Topham CAN Canadá                                                      | 1:01.19 | Angie Wester-Krieg USA Estados Unidos                               | 1:01.55 | Suzy Buckovich USA Estados Unidos                                                 | 1:01.60 |
| 200 metros borboleta detalhes | Susan Gottlieb USA Estados Unidos                                              | 2:12.35 | Angie Wester-Krieg USA Estados Unidos                               | 2:14.55 | Elizabeth Hazel CAN Canadá                                                        | 2:14.91 |
| 200 metros medley detalhes    | Lisa Summers USA Estados Unidos                                                | 2:16.86 | Joanne Malar CAN Canadá                                             | 2:19.14 | Jennifer Toton USA Estados Unidos                                                 | 2:19.56 |
| 400 metros medley detalhes    | Amy Shaw USA Estados Unidos                                                    | 4:50.39 | Joanne Malar CAN Canadá                                             | 4:51.27 | Brandy Wood USA Estados Unidos                                                    | 4:52.38 |
| 4x100 metros detalhes         | Megan Oesting Suzy Buckovich Lisa Jacob Ashley Tappin USA Estados Unidos       | 3:48.88 | - CAN Canadá                                                        | 3:52.29 | Isabelle Vieira Paula Marsiglia Paula Renata Aguiar Paoletti Filippini BRA Brasil | 3:52.92 |
| 4x200 metros detalhes         | Natalie Norberg Barbara Metz Jane Skillman Lisa Jacob USA Estados Unidos       | 8:11.47 | - CAN Canadá                                                        | 8:21.62 | - MEX México                                                                      | 8:29.17 |
| 4x100 metros medley detalhes  | Jodi Wilson Dorsey Tierney Angie Wester-Krieg Ashley Tappin USA Estados Unidos | 4:12.51 | Ana Azevedo Glicia Lofego Paoletti Filippini Celina Endo BRA Brasil | 4:23.45 | - MEX México                                                                      | 4:25.94 |

## Quadro de medalhas
| Ordem | País               | Medalha de ouro | Medalha de prata | Medalha de bronze |    |
| ----- | ------------------ | --------------- | ---------------- | ----------------- | -- |
| 1     | USA Estados Unidos | 24              | 14               | 11                | 49 |
| 2     | BRA Brasil         | 3               | 3                | 3                 | 9  |
| 3     | CAN Canadá         | 2               | 8                | 9                 | 19 |
| 4     | CUB Cuba           | 1               | 1                | 3                 | 5  |
| 5     | SUR Suriname       | 1               | 1                |                   | 2  |
| 6     | CRC Costa Rica     | 1               |                  |                   | 1  |
| 7     | PUR Porto Rico     |                 | 5                | 3                 | 8  |
| 8     | MEX México         |                 |                  | 3                 | 3  |
| TOTAL | TOTAL              | 32              | 32               | 32                | 96 |